# Julio Nicolás José Fonrouge de Lesseps
Julio Nicolás José Fonrouge de Lesseps, conocido simplemente como Julio Fonrouge, fue un marino de origen francés que luchó para la Armada Argentina en la guerra del Brasil y en las guerras civiles argentinas.

## Biografía
Julio Fonrouge nació en Nantes, Francia, (24 Nov 1802) hijo del abogado Joseph Jean Fonrouge (1760-1839, hijo de Antoine Fonrouge Fortaner y de Thecle Tercols Gril) y de Elizabeth de Lesseps (1769-1820), pariente cercana del diplomático, ingeniero y empresario Ferdinand de Lesseps, realizador del canal de Suez.
Fonrouge ingresó a la marina de guerra francesa alcanzando el grado de alférez pero alrededor del año 1824 emigró a la ciudad de Buenos Aires, República Argentina. En momentos en que resultaba inminente el conflicto con el Imperio del Brasil por la liberación de la Banda Oriental Fonrouge se incorporó con el grado de subteniente de marina a la escuadra republicana al mando de Guillermo Brown.
Al estallar la guerra del Brasil participó en el Ataque a la Colonia del Sacramento (26 de febrero de 1826) al mando de la cañonera N.º 1. Durante la acción, la N° 1 fue capitana del comandante de la división de babor de cañoneras, Leonardo Rosales, y una de las que consiguieron abordar, tomar por asalto y destruir la principal nave enemiga, el Real Pedro.
Pasó luego como segundo al bergantín Independencia (Guillermo Bathurst) participando en el asalto a la fragata Emperatriz, audaz acción realizada el 27 y 28 de abril de 1826. Si bien el Independencia fue responsable de que fracasara la incursión al lanzarse al ataque interponiéndose al intento de abordaje de la 25 de Mayo (insignia), junto a esta sostuvo el combate y fueron suyas la mayor parte de las bajas.
Como segundo de la goleta Río de la Plata (Leonardo Rosales), intervino en el combate de Quilmes (29 y 30 de julio de 1826). Tomado prisionero por los brasileños, fue trasladado a Río de Janeiro, Brasil, donde se lo mantuvo detenido en el pontón prisión La Presinga. Seis meses después logró fugarse y reincorporarse en 1827 a la armada.
Ese año, bajo el mando de César Fournier, efectuó un crucero en el bergantín Congreso por las costas brasileñas durante casi tres meses atacando al comercio en las aguas próximas a Salvador y Río de Janeiro, capturando alrededor de 24 presas, realizando desembarcos y hasta planeando la captura del Emperador Pedro I.
Durante el gobierno de Juan Manuel de Rosas emigró a Montevideo y actuó en la defensa de la ciudad sitiada, combatiendo luego bajo el mando de José Garibaldi.
En 1846, con el grado de Mayor, estaba al mando de la escuadra sutil del Uruguay y defendiendo por agua al pueblo del Salto Oriental.
Cuando la ciudad fue tomada por asalto por el General Servando Gómez fue tomado prisionero y estuvo a punto de ser fusilado. Pero merced a la rápida intervención del entonces Coronel Urdinarrain, fue suspendido el ajusticiamiento y llevó al prisionero a presencia del General Urquiza en el Campamento del Cala, en Entre Ríos.
Luego de una entrevista con el gobernador, quedó prisionero, pero en libertad en una estancia en las afueras de Concordia, donde se le permitió reunirse con su joven mujer, Maria Peirano Maresca Sanguinetti y formó su familia. Desde entonces residió en Concordia.
Al tener lugar el pronunciamiento de Urquiza Fonrouge, fue convocado a las filas del ejército sublevado como sargento mayor, interviniendo en la batalla de Caseros como segundo Jefe de la Artillería de Entre Ríos - Lista de revistas del Ejército de Entre Ríos -  Jose Luis Romero (Ver Bibliografía ).
Iniciada la Guerra entre la Confederación Argentina y el Estado de Buenos Aires, Fonrouge sirvió como teniente coronel de marina en la escuadra de la Confederación y en el Forzamiento del paso de Martín García (1859) luchó a las órdenes de Mariano Cordero al mando del Vapor de guerra Menai, teniendo como segundo comandante al mayor Augusto Laserre"
En 1860 conjuntamente con su ascenso como coronel graduado de Marina fue nombrado capitán de puerto de Concordia - Entre Ríos.
Finalizado el conflicto, ocupó el cargo de jefe del resguardo de Concordia (Argentina) con el grado de coronel hasta 1872, en que se retiró del servicio activo. Falleció en Buenos Aires el 17 de julio de 1876 y fue enterrado en el Cementerio de La Recoleta.
Había casado en Montevideo con María Peirano, hija de Giuseppe Peirano y Veronica Maresca Sanguinetti, con quien tuvo siete (7) hijos: 1- Julio Fonrouge Peirano  (1848-1908) casado con María Larroque; 2- Tecla Fonrouge Peirano casada con Iisidoro Aramburú; 3-  José Fonrouge Peirano (1854-1914) casado con María Insiarte y Thwaites; 4 - Camilo Fonrouge Peirano casado con Rafaela Lobato y Sosa; 5 - Antonio Fonrouge Peirano casado con Elena Mercedes Etchegaray,  y en segundas nupcias con Amalia Billinghurst y Agrelo; 6 - Marina Fonrouge Peirano casada con José Sagastume;  y 7 - Magdalena Fonrouge Peirano fallecida de niña.
Varias calles llevan su nombre. Una de la ciudad de Buenos Aires y otras en Burzaco, en Moreno, en La Matanza, en Florencio Varela y en Lomas de Zamora, además de haber una avenida que también lo homenajea en Quebec, en Canadá.